# Distretto di Nili
Il distretto di Nili è un distretto dell'Afghanistan appartenente alla provincia del Daikondi. Viene stimata una popolazione di 20 613 abitanti (stima 2016-2017).